# Alfredo Casella
Alfredo Casella (Turim, 25 de Julho de 1883 – Roma, 5 de Março de 1947) foi um compositor e maestro italiano.

## Biografia
A família de Casella foi sempre ligada à música: seu avô paterno foi amigo de Paganini e foi o primeiro violoncelista do Teatro São Carlos em Lisboa e eventualmente foi solista no Royal Chapel em Turim. Pai de Alfredo foi Carlo Casella, também foi um violoncelista profissional, como seus irmãos Cesare e Giacchino, sua mãe foi uma pianista e deu as primeiras lições de música para Alfredo. Casella ingressou no Conservatório de Paris em 1896 para estudar piano com Louis Diémer e composição com Gabriel Fauré. Durante esse período em Paris, Debussy, Stravinsky e Falla conheceram Casella e ele manteve contato com Busoni, Mahler e Richard Strauss.
Casella desenvolveu uma profunda admiração por Debussy após ouvir uma obra sua em 1898, mas mesmo assim seguiu uma linha mais romântica (decorrentes de Strauss e Mahler). Sua primeira sinfonia foi feita em 1905, e foi a partir deste momento que ele fez sua estreia como maestro, quando conduziu a estreia de sua sinfonia em Monte carlo, em 1908. De 1927 até 1929 Casella foi o maestro principal da Orquestra Pops de Boston, sendo sucedido por Arthur Fiedler.
Quando retornou para a Itália, durante a Primeira Guerra Mundial, ele começou a ensinar piano na Academia Nacional de Santa Cecília em Roma. Ele foi um dos pianistas italianos mais conhecidos de sua geração, e junto com Arturo Bonucci (violoncelo) e Alberto Poltronieri (violino), ele formou o Trio Italiano em 1930. Esse grupo foi muito aclamado na Europa e na América. Sua estatura como pianista e seu trabalho com o Trio deram origem a algumas de suas composições mais conhecidas, incluindo A Notte Alta, a Sonatina, Nove Pezzi e os seis estudos para piano.
Casella teve seu maior sucesso com o balé La Giara.

## Trabalhos

### Orquestral
- Sinfonia nº 1 em Si menor, Op. 5 (1905–6)
- Itália, Rapsodia per Orchestra, Op. 11 (1909)
- Sinfonia nº 2 em dó menor, Op. 12 (1908–9)
- Suite em dó maior, Op. 13 (1909–10)
- Suite do Ballet Le Couvent sur l'Eau (Il Convento Veneziano), Op. 19 (1912–3)
- Pagine di Guerra, Op. 25 bis (1918)
- Pupazzetti, Op. 27 bis (1920)
- Elegia Eroica, Op. 29 (1916)
- Concerto para Archi, Op. 40bis (1923–4)
- La Giara, Suite Sinfônica, Op. 41 bis (1924)
- Serenata para orquestra piccola, Op. 46 bis (1930)
- Márcia Rústica, Op. 49 (1929)
- La Donna Serpente, Frammenti Sinfonici Seria I, Op. 50bis (1928–31)
- La Donna Serpente, Frammenti Sinfonici Seria II, Op. 50ter (1928–31)
- Introduzione, Aria e Toccata per Orchestra, Op. 55 (1933)
- Introduzione, Corale e Marcia, Op. 57 (1931–5) para banda, piano, contrabaixo e percussão
- Concerto para Orquestra, Op. 61 (1937)
- Sinfonia nº 3, Op. 63 (1939–40)
- Divertimento per Fulvia, Op. 64 (1940)
- Paganiniana: Divertimento per Orchestra, Op. 65 (1942)
- Concerto para cordas, piano, tímpanos e percussão, Op. 69 (1943)

### Concertante
- A notte alta, para piano e orquestra, Op. 30 bis (1921)
- Partita para Piano e Orquestra, Op. 42 (1924–5)
- Concerto Romano para órgão, metais, tímpanos e cordas, Op. 43 (1926) encomendado para o Wanamaker Organ na Filadélfia
- Scarlattiana, para Piano e Pequena Orquestra, Op. 44 (1926)
- Concerto para violino em Lá menor, Op. 48 (1928)
- Notturno e Tarantella para Violoncelo e Orquestra, Op. 54 (1934)
- Concerto Triplo, Op. 56 (1933)
- Concerto para Violoncelo, Op. 58 (1934–5)

### Câmara e Instrumental
- Barcarola e Scherzo para Flauta e Piano, Op. 4 (1903)
- Violoncelo Sonata No. 1, Op. 8 (1906)
- Sicilianne et Burlesque para Flauta e Piano, Op. 23 (1914)
- Pagine di Guerra, op. 25 (1915) Quattro 'films' musicali per pianoforte a quattro mani
- Pupazzetti, Op. 27 Cinque Pezzi Facili per Pianoforte a Quattro Mani (1915)
- Cinque Pezzi per Quartetto d'Archi, Op. 34 (1920)
- Concerto para Quartetto d'Archi, Op. 40 (1923–4)
- Violoncelo Sonata nº 2 em dó maior, Op. 45 (1926)
- Minueto de 'Scarlattiana' (1926) para violino e piano
- Serenata para Cinque Instrumenti, Op. 46 (1927)
- Cavatina e Gavotte da 'Serenata Italiana' (1927) para Violino e Piano
- Prelúdio e Danza Siciliana de 'La Giara' (1928), para Violino e Piano
- Sinfonia para piano, violoncelo, clarinete e trompete, Op. 53 (1932)
- Notturno para Violoncelo e Piano (1934)
- Tarantella para Violoncelo e Piano (1934)
- Sonata a Tre (Piano Trio), Op. 62 (1938)
- Sonata para Harpa, Op. 68 (1943)

### Piano
- Pavane, Op. 1 (1902)
- Variações sobre uma Chacona, Op. 3 (1903)
- Tocata, Op. 6 (1904)
- Sarabande, Op. 10 (1908)
- Notturnino (1909)
- Berceuse triste, Op. 14 (1909)
- Barcarola, Op. 15 (1910)
- À la Manière de..., Prima Serie, Op. 17 (1911)
- À la Manière de..., Seconda Serie, Op. 17 bis (1914)
- Nove Pezzi, op. 24 (1914)
- Sonatina, Op. 28 (1916)
- A Notte Alta, Poema Musicale, Op. 30 (1917)
- Dois Contrastes, Op. 31 (1916–8)
- Inês, Op. 32 (1918)
- Dança Coquetel (1918)
- Foxtrot per pianoforte a quattro mani (1920)
- Undici Pezzi Infantili, Op. 35 (1920)
- Due Canzoni Popolari Italiane, Op. 47 (1928)
- Due Ricercari sul nome BACH, Op. 52 (1932)
- Sinfonia, Arioso e Tocata, Op. 59 (1936)
- Pesquisa sobre o nome Guido M. Gatti (1942)
- Estúdio Sulle Terze Maggiori (1942)
- Sei Studi, op. 70 (1942–44)
- Trois Pieces pour pianola, antes de 1921

### Vocal
- Nuageries (1903) [Jean Richepin]
- Cinco Canções, Op. 2 (1902)
- La Cloche Felee, op. 7 (1904) [Baudelaire]
- Trois Lyriques, op. 9 (1905) [Albert Samain, Baudelaire, Verlaine]
- Soneto, Op. 16 (1910) [Ronsard]
- Cinque Frammenti Sinfonici per Soprano ed Orchestra da Le Convent sur l'Eau (Il Convento Veneziano), Op. 19 (1912–4)
- Notte di Maggio, para Voz e Orquestra, Op. 20 (1913)
- Due Canti, op. 21 (1913)
- Deux Chansons Anciennes, Op. 22 (1912)
- L'Adieu à la Vie, Op. 26 (1915) para Voz e Piano
- L'Adieu à la Vie, Op. 26bis (1915/26) Quattro Liriche Funebri per Soprano ed Orchestra da Camera dal ' Gitanjali ' di R. Tagore [Trad. A. Gide]
- Tre Canzoni Trecentesche, op. 36 (1923) [Cino da Pistoia]
- La Sera Fiesolana, Op. 37 (1923) para Voz e Piano [D'Annunzio]
- Quattro Favole Romanesche, Op. 38 (1923) [Trilusso]
- Due Liriche, Op. 39 (1923) para Voz e Piano
- Tre Vocalizzi para Voz e Piano (1929)
- Tre Canti Sacri para Barítono e Órgão, Op. 66 (1943)
- Tre Canti Sacri para Barítono e Pequena Orquestra, Op. 66 bis (1943)
- Missa Solemnis Pro Pace, Op. 71 (1944) para Soli, Coro e Orquestra

### Palco
- Le Couvent sur l'Eau (Il Convento Veneziano), Op. 18 (1912–3) Balé [J.-L. Vaudoyer]
- La Giara, op. 41 (1924) Balé [Pirandello]
- La donna serpente, op. 50 (1928–31) Ópera, Libreto de CV Ludovici segundo C. Gozzi
- La Favola d'Orfeo, Op. 51 (1932) Ópera de Câmara, Libreto de C. Pavolini segundo A. Poliziano
- Il Deserto Tentato, Op. 60 (1937) Mistero in Un Atto, Libreto de Pavolini
- La Camera dei Disegni (Balletto per Fulvia), Op. 64 (1940) Balé
- La Rosa del Sogno, op. 67 (1943) Ballet, em parte segundo Paganiniana, Op. 65

### Escritos
- A evolução da música ao longo da história da cadência perfeita (Londres, 1924)
- Igor Strawinsky (Roma, 1926; Alfredo Casella, Strawinski, nova edição editada por Benedetta Saglietti e Giangiorgio Satragni, prefácio Quirino Príncipe, Roma, Castelvecchi, 2016)
- ...21 + 26, uma autobiografia (Roma, 1931)
- Il Pianoforte (Roma-Milão, 1937)
- La Tecnica dell'Orchestra Contemporanea (Roma e Nova York, 1950)
- I Segreti della Giara, edição italiana original da autobiografia de Casella (Florença, 1941)
- Music in My Time, Autobiography, English Edition by Spencer Norton (Norman, Oklahoma, 1955)
- Além de inúmeros artigos em revistas musicais